# Joachim von Oriola
Joachim Roderich Salvator Graf von Oriola (* 11. Januar 1858 in Berlin; † 16. November 1907 ebenda) war ein deutscher Marineoffizier, zuletzt Kapitän zur See, und Militärrichter am Reichsmilitärgericht.

## Leben

### Herkunft und Familie
Joachim von Oriola war Angehöriger der preußischen Grafen von Oriola und das dritte von fünf Kindern des späteren preußischen Generalleutnants Eduard von Oriola (1809–1862) und dessen Ehefrau Maximiliane, geb. von Armin (1818–1894). Sein älterer Bruder war der Reichstagsabgeordnete Waldemar von Oriola (1854–1910).
Joachim von Oriola heiratete 1905 in München Maria Freiin von Hartmann (1880–1951), eine Tochter des bayrischen Generalmajors Hermann von Hartmann (1838–1912). Die Ehe blieb kinderlos. Die Witwe heiratete 1914 den Diplomaten Ludwig Graf von Spee (1870–1950).

### Werdegang
Von Oriola schloss 1877 am Königlich Friedrich-Wilhelms-Gymnasium die Schule mit Abitur ab. Anschließend trat er am 21. April 1877 in die Kaiserliche Marine ein und absolvierte eine Ausbildung zum Marineoffizier. 1888 war er als Lieutenant zur See auf der Habicht gelistet. Als Kapitänleutnant wurde er am 10. Februar 1895 durch Kaiser Wilhelm II. an die deutsche Botschaft für das Königreich Italien nach Rom kommandiert. Dort pflegte er bis zum 30. Mai 1897 die marinepolitischen Beziehungen der beiden im Dreibund vereinten Bündnispartner; erst sein Nachfolger Korvettenkapitän Oskar Wentzel (verst.1906) wurde offiziell als Marineattaché geführt. In Folge erhielt er Mitte März 1898 das Kommandeurkreuz des Ordens der Krone von Italien.
Im Frühjahr 1898 wurde er zum Stab des Oberkommandos der Marine kommandiert. Im Oktober 1898 übernahm er, nunmehr als Korvettenkapitän, das Kommando der Habicht. Von Oriola war von Ende Juni 1901 bis September 1901 Kommandant der Niobe und anschließend bis Oktober 1903 Kommandant des Kleinen Kreuzers Gazelle, mit der er nach Kiautschou beordert wurde. Anschließend wurde er im Dienstgrad des Fregattenkapitäns dem Chef der Marinestation der Ostsee zugewiesen. In dieser Position wurde er am 27. Januar 1904 zum Kapitän zur See befördert und am 4. Juni 1904 von Kaiser Wilhelm II. auf Vorschlag für zwei Jahre zum militärischen Mitglied des Reichsmilitärgerichts bestellt. Gemäß § 82 der Militärstrafgerichtsordnung vom 1. Dezember 1898 wurde er als militärisches Mitglied des Reichsmilitärgerichts beim Antritt seines Richteramts durch den Präsidenten vor versammeltem Plenum beeidigt. Als militärisches Mitglied bzw. Offiziersrichter war er Teil mindestens eines siebenköpfigen Senates bestehend aus juristischen und militärischen Mitgliedern. Ob er mehreren Senaten angehörte, ist nicht bekannt.
Von Oriola war seit 1897 Ritter des Ordens der Eisernen Krone und 1904 Ritter des Roten Adlerordens III. Klasse mit Schleife, des Kronen-Ordens III. Klasse, des Orden der heiligen Mauritius und Lazarus IV. Klasse, des Sankt-Stanislaus-Ordens II. Klasse und des Mecidiye-Orden IV. Klasse sowie Inhaber der Rettungsmedaille und der Zentenarmedaille.
Er ist auf dem Alten Domfriedhof der St.-Hedwigs-Gemeinde in Berlin-Mitte beerdigt.